# SNCASE SE.3100
Le SNCASE SE.3100 est un prototype d'hélicoptère construit par la société SNCASE en 1946 sous la direction de l’ingénieur René Mouille.